# Anna Boos

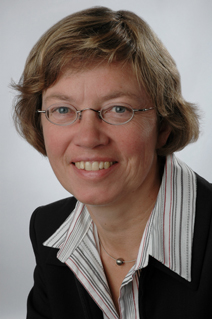
Anna Boos

Anna Mazulewitsch-Boos (* 10. August 1956 in Lünen) ist eine deutsche Politikerin (SPD) und war von 2007 bis 2010 Mitglied des nordrhein-westfälischen Landtages.

## Leben
Nach dem Abitur 1975 studierte Boos bis 1980 Pharmazie an der Universität Münster. Nach dem Staatsexamen promovierte sie 1984 mit einer Arbeit zum Thema Untersuchungen zur Biosynthese der Axenomycine in Streptomyces lisandri. Von 1981 bis 1985 arbeitete sie zudem als wissenschaftliche Angestellte an der Universität Münster, anschließend bis 1996 als Apothekerin. Im Jahr 1989 begann sie als Ausbilderin für Pharmazeutisch-Technische Assistenten (PTA) bei der Stadt Münster. Wegen ihres Einzugs in den Landtag ruhte ihre Lehrtätigkeit allerdings seit August 2007.
Sie ist verheiratet und hat vier Kinder.

## Politik
Boos trat 1983 der SPD bei. Ihre eigentliche politische Karriere begann im Jahr 2000, als sie Vorsitzende des SPD-Ortsvereins in Münster-Kinderhaus wurde, was sie bis 2004 blieb. Anschließend war sie bis 2007 Beisitzerin im SPD-Unterbezirk Münster. Nachdem am 11. Mai 2007 die Bochumer Landtagsabgeordnete Birgit Fischer zurücktrat, folgte Anna Boos ihr drei Tage später in den Landtag. Bei der Landtagswahl 2010 bemühte sie sich vergeblich um ihre Wiederwahl im Wahlkreis Münster-Nord. Im SPD-Ortsverein Münster-Nord blieb sie im Vorstand tätig.